# Panelus jaccoudi
Panelus jaccoudi är en skalbaggsart som beskrevs av Renaud Maurice Adrien Paulian 1980. Panelus jaccoudi ingår i släktet Panelus och familjen bladhorningar. Inga underarter finns listade i Catalogue of Life.